# Paro
Paro (tiếng Dzongkha: སྤ་རོ་རྫོང་ཁག་; Wylie: Spa-ro rdzong-khag) là một huyện của Bhutan. Đay là huyện duy nhất có sân bay quốc tế ở Bhutan, Sân bay Paro.

## Hình ảnh

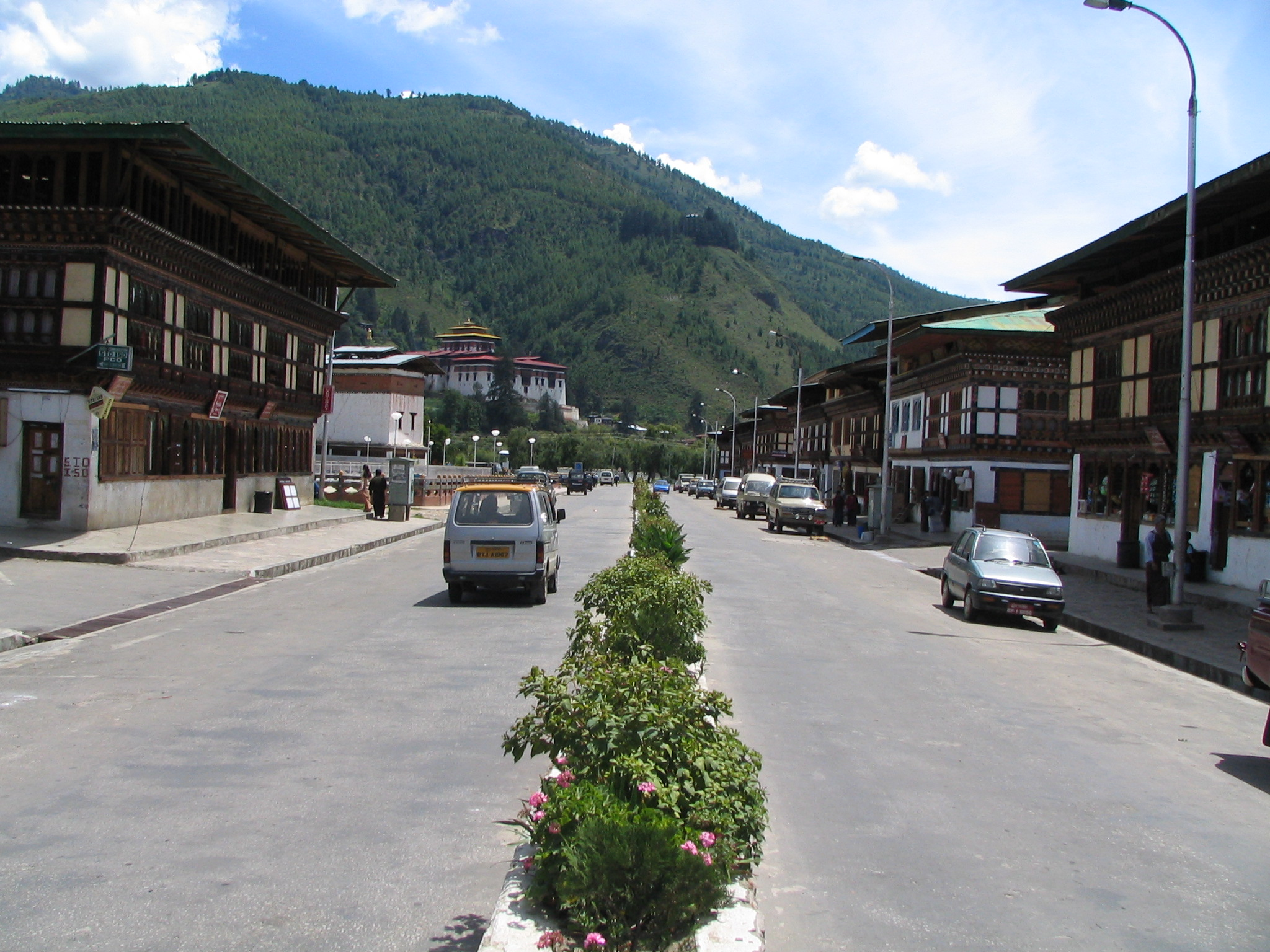
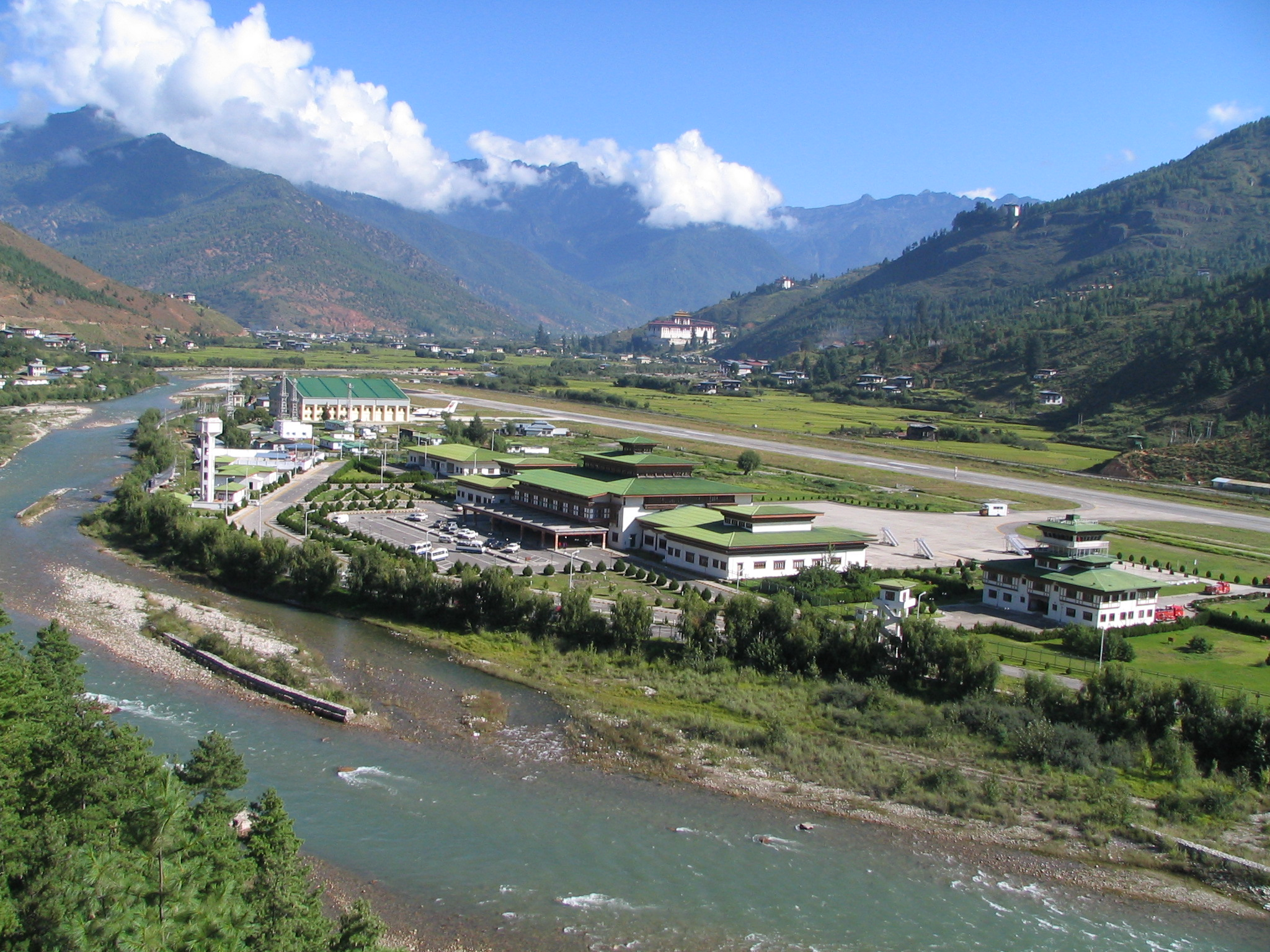